# Matoaca, Virginia
Matoaca, Virginia (енгл. Matoaca) насељено је место без административног статуса у америчкој савезној држави Вирџинија.

## Демографија
По попису из 2010. године број становника је 2.403, што је 130 (5,7%) становника више него 2000. године.
| Група             | 2000.         | 2010.         |
| Белци             | 1.487 (65,4%) | 1.400 (58,3%) |
| Афроамериканци    | 730 (32,1%)   | 897 (37,3%)   |
| Азијати           | 7 (0,3%)      | 10 (0,4%)     |
| Хиспаноамериканци | 17 (0,7%)     | 62 (2,6%)     |
| Укупно            | 2.273         | 2.403         |